# Razor-qt
Razor-qt je moderní, odlehčené desktopové prostředí, vytvořené v jazyce C++ a knihovně Qt. Razor-qt má na rozdíl od prostředí KDE, které je vytvořeno také v knihovně Qt, výrazně menší nároky na hardware a zabírá méně místa, je proto vhodný pro méně výkonné počítače.

## Vývoj
Razor-qt je vyvíjen od roku 2010 a nachází se zatím stále v rané fázi vývoje. Hlavním vývojářem je v současnosti Petr Vaněk.

## Doporučené aplikace
V rámci prostředí Razor-qt lze spouštět libovolné aplikace podporované danou platformou a operačním systémem. Autoři však doporučují využít nativní aplikace napsané v knihovně Qt, které neobsahují závislosti na knihovny prostředí KDE.
- qtFM správce souborů
- qxkb přepínač rozložení klávesnice
- Qlipper správce schránky (CTRL+C, CTRL+V)
- nomacs prohlížeč obrázků
- smplayer multimediální přehrávač
- juffed textový editor, poznámkový blok se zvýrazněnou syntaxí
- qupzilla webový prohlížeč
- qpdfview prohlížeč PDF souborů
- psi jabber klient
- silicon vypalování CD/DVD